# Sagit (equip ciclista)
L'equip Sagit va ser un equip ciclista italià, de ciclisme en ruta que va competir entre 1969 i 1970.

## Principals resultats

### A les grans voltes
- Giro d'Itàlia
  - 2 participacions (1969, 1970)
  - 1 victòries d'etapa:
    - 1 al 1969: Franco Cortinovis

  - 0 classificació finals:
  - 0 classificacions secundàries:

- Tour de França
  - 0 participacions

- Volta a Espanya
  - 0 participacions